# Clara Dupont-Monod
Clara Dupont-Monod (Parijs, 1973) is een Franse schrijfster en journaliste.

## Biografie[1]
Clara Dupont-Monod is een achternicht van Théodore Monod, een gerenommeerd natuurwetenschapper en humanist. Ze groeide op in een protestantse familie en is moeder van twee kinderen.

### Opleiding
Ze genoot een literaire vorming. Ze volgde een op de universiteit voorbereidend literair specialisatiejaar aan het lyceum van Fénelon-Sainte-Marie te Parijs en haalde een licentie in de moderne literatuur aan de Sorbonne, waar ze het oude Frans ontdekte en erin doctoreerde. Dat oude Frans beïnvloedt in belangrijke mate haar literair werk.

### Journalistiek
Tijdens de voorbereiding van haar doctoraatsproefschrift over Tristan en Isolde, ontmoette ze de directrice van het tijdschrift Cosmopolitan, waarvoor ze freelance ging werken. Dit was van korte duur, want ze werd opgemerkt door Nicolas Domenach, adjunct-hoofdredacteur van het weekblad Marianne, waar ze op 24-jarige leeftijd werd binnengehaald om reportages te maken en waarin ze opvalt door haar hevige kritiek op het liberalisme.
Dupont-Monod is regelmatig te horen in het programma On refait le monde, een programma van Nicolas Poincaré op de radiozender RTL. Ze verleent ook haar medewerking aan de radiozender France Culture. Sinds 31 augustus 2009 maakt ze deel uit van het team van Pacale Clark voor het programma La Matinale op de televisiezender Canal+.

### Literair
Naar aanleiding van het overlijden van haar tienjarig broertje in 1998, beloofde ze een roman te schrijven, belofte die ze nakwam met Eova Luciole, uitgegeven zoals al haar werk bij Éditions Grasset & Fasquelle.
In haar werk belicht de auteur steeds personages die door hun tijdgenoten en nazaten worden verguisd.
Zo verdiept ze zich in La folie du roi Marc (2000) in het lot van de vernederde echtgenoot van Isolde en tekent ze in Histoire d'une prostituée (2003) de confidenties op van een Bulgaarse prostituee. In La passion selon Juette (2007) beschrijft ze dan weer het gevecht van een vrouw uit de twaalfde eeuw die weigert zich neer te leggen bij de dictaten van een wereld waarin vrouwen niets te zeggen hebben tegen een almachtige kerk. Deze laatste roman werd bekroond met de Prix Laurent Bonelli, die in 2007 voor de eerste keer werd toegekend, en stond op de shortlists voor de Prix Goncourt 2007 en de Prix Femina 2007. Voor haar roman S'adapter ontving zij de Prix Femina en de Prix Goncourt des lycéens 2021.